# 雜差
雜差原來是香港警察隊刑事偵緝處警探隊偵探人員（現稱偵緝人員）的俗稱，現在指向刑事及保安處刑事部等部份警務人員，也普遍被稱為CID，同時包括部份毋須穿著軍裝的崗位人員，例如隸屬於各警區的刑事調查隊雜項調查隊及反黑組、特遣隊、特別職務隊等。古時，偵探人員由於不需要穿著軍裝，以便衣在暗中偵查案件，故此官方稱之曰為暗差，俗稱雜差。

## 字意
雜字，有指雜項之意；差字，則為差人之意。香港開埠初期，香港差役的事務極為廣泛，由於當時的警察被稱為差人，故此加上雜字，取其負責處理多樣雜項的差人的意思。

## 雜差一詞
雜差一詞出自書面語，全稱零杂差使，於古代為徭役之一。。
很多的古代文學中記載雜差一詞，包括《醒世恒言·钱秀才错占凤凰俦》：“小船四隻，一者护送，二者以备杂差。”、 茅盾《子夜》三中：“而且即使平均分配，则连拿‘引’字帖的，伺候灵前的，各项杂差的……总共不下一百人的他们这当差‘连’，每人所得也就戋戋了。”、《清会典·礼部·养老》：“ 顺治 元年定，凡军民人等，年七十以上者，免其丁夫杂差。”、《颜氏家藏尺牍》卷三：“至於从前杂差之弊，凋残之病，笔不能道。以千百仅存之孑遗，半为差徭所驱逐。有鬼无人，有土无屋，竟不成邑。”

## 相關參見
- 雜差房
- 香港警察歷史
- 探長 (香港)
- 香港警察傳統
- 警隊博物館